# Olympische Jugend-Sommerspiele 2010/Teilnehmer (Liechtenstein)
| Gelbes Symbol für Goldmedaillen mit stilisierten Olympischen Ringen | Graues Symbol für Silbermedaillen mit stilisierten Olympischen Ringen | Braundes Symbol für Bronzemedaillen mit stilisierten Olympischen Ringen |
| ------------------------------------------------------------------- | --------------------------------------------------------------------- | ----------------------------------------------------------------------- |
| —                                                                   | —                                                                     | —                                                                       |

Die Liechtensteiner Jugend-Olympiamannschaft bestand aus zwei Athleten und einer Athletin für die I. Olympischen Jugend-Sommerspiele vom 14. bis 26. August 2010 in Singapur, wobei die Schwimmer ins Schweizer Schwimm-Team integriert waren.
Die Liechtensteiner Sportler erzielten keine Medaille, aber eine Top-8-Platzierung.

## Athleten nach Sportart

### Judo
Patrick Marxer, -66 kg

### Schwimmen
Simon Beck, 50 und 100 m Brust

Julia Hassler, 200 m Schmetterling, 200 und 400 m Freistil